# Xanthoparmelia paratasmanica
Xanthoparmelia paratasmanica är en lavart som beskrevs av Elix. Xanthoparmelia paratasmanica ingår i släktet Xanthoparmelia och familjen Parmeliaceae.   Inga underarter finns listade i Catalogue of Life.